# Goodbye Lullaby
Goodbye Lullaby (с англ. — «Прощальная колыбельная») — четвёртый студийный альбом Аврил Лавин, вышел 8 марта 2011 года.

## История создания
Запись альбома началась с минимальным количеством инструментов. Лавин начинала петь под акустическую гитару, позднее было добавлено несколько других инструментов. Она описала процесс, как откровенный. «Мне это нравится, и я чувствую, что настало время записать такой альбом. Чтобы все было сосредоточено только на вокале, исполнении, атмосфере и эмоциях». Так как дома у неё оборудована студия, Лавин могла сочинять и записывать песни в свободное время. Она сочиняла большинство песен на фортепиано. «Это более эмоциональный инструмент. Он вызывает во мне другие эмоции и двигает меня в другое направление, нежели гитара».
| «                                   | У меня всегда был готовый материал, но тем, с кем я работала, было все равно, потому что они сами хотели писать песни. | » |
| — Аврил Лавин, Entertainment Weekly | |   |

На июль 2009 было записано девять треков, в том числе «Fine», «Everybody Hurts» и «Darlin». Некоторые песни были написаны Лавин ещё в детстве. «Darlin» — вторая песня, которую она написала ещё в 15 лет в Напани (Онтарио). Лавин сказала, что альбом будет «жизненным»: «Я легко могу сочинить песню про какого-нибудь парня, но сесть и откровенно написать о том, что действительно мне близко, через что я прошла, — это совершенно разные вещи». Альбом будет возвращением Лавин в прежний стиль и в основном акустическим.
Даты выхода альбома и первого сингла неоднократно переносились. Он должен был выйти 17 ноября 2009 года. Позже, в январе 2010 года, Лавин сказала, что уже готова обложка альбома и первый сингл выйдет в апреле, альбом — в июне. В мае Лавин сказала, что считает альбом слишком серьёзным и снова вернется в студию: «Насчет альбома… я не хочу торопиться… У меня очень серьезная запись, думаю, мне нужно добавить несколько быстрых, веселых треков». В июне она прилетела в Швецию — родную страну композитора Макса Мартина, друга продюсера предыдущего альбома Dr. Luke, где записала в соавторстве с ним несколько песен. В августе 2010 года она вернулась в студию Henson, где работала с продюсером Alex Da Kid. Тогда она болела ангиной; люди, находящиеся с ней рядом, были вынуждены носить маски. Несмотря на предупреждения врача, Лавин записывала вокальные партии: «Я не пела последние 48 часов, потому что могла необратимо повредить голосовые связки. Доктор сказал мне не петь, но сегодня я пела». Она призналась, что записанного материала хватит на два альбома. В октябре 2010 года Лавин снялась для обложки ноябрьского выпуска Maxim, а также дала интервью, в котором была затронута тема четвёртого альбома. В ноябре 2010 года она написала пост в своем блоге, в котором сообщила, что альбом был готов ещё год назад, но её звукозаписывающая компания решила выпустить его только сейчас. Первый сингл будет называться «What the Hell», клип к нему был снят в ноябре—декабре, а выйдет в январе 2011 года. 21 ноября 2010 в интервью на American Music Awards Лавин сказала, что альбом выйдет в марте. Также, в конце ноября 2010 года продюсер Alex Da Kid в интервью для MTV раскрыл некоторые подробности будущего альбома, в частности, что некоторые треки будут в стиле хип-хоп, а часть песен — в более традиционном для Лавин стиле поп-рок.
7 декабря на официальном сайте певицы появился пресс-релиз к альбому, в котором фигурировали названия некоторых песен, а также обложка альбома. Точная дата релиза альбома — 8 марта 2011 года. Премьера песни «What the Hell» состоялась 31 декабря 2010 года в программе Dick Clark’s New Year’s Rockin' Eve with Ryan Seacrest.
23 января состоялся официальный релиз клипа What The Hell в 2D и 3D форматах.

## Рецензии
| Оценки критиков      | Оценки критиков |
| Источник             | Оценка          |
| -------------------- | --------------- |
| Allmusic             | [ 13 ]          |
| BBC Music            | негативный      |
| Entertainment Weekly | B-              |
| The Globe and Mail   | [ 16 ]          |
| Rolling Stone Russia | [ 17 ]          |
| Spin                 | [ 18 ]          |

Альбом Goodbye Lullaby получил смешанные отзывы критиков и на основе 14 рецензий имеет рейтинг 58 баллов из 100 на сайте Metacritic. Энди Гринвольд из Entertainment Weekly написал, что Goodbye Llullaby стремится к уравновешиванию. «Первая часть нагружена глянцевой сладостью, тогда как вторая — состоит из тихих размышлений, вдохновленных… Дериком Уибли», её бывшем мужем. Обзор дал совокупную оценку альбому B-, с комментариями, что певица отчаянно нуждается разделить свой внутренний мир, который уже полностью сформирован. Томас Элевайн из Allmusic сравнивает Goodbye с Under my skin, также цитируя, что развод с Дериком Уибли, что «это повод для самоанализа». Корреспондент заключает, «кажется что Лавин схватывается с эмоциями, только вне собственной досягаемости, не ясно прослеживается её тоска обработанная меланхолической мелодией, делая воздействие Goodbye Lulaby на чувства не подлинным».
Канадская газета The Globe and Mail сравнивает Лавин в 2002 с «молодой версией Аланис Мориссетт», замечая, что теперь поп-панк её бывшая ниша, где она превосходит Ke$ha, но Goodbye Lullaby содержит намного меньше песен, способных привлечь к ней кого-нибудь, кто не является её фанатом. Рецензент Роберт Эверет-Грин критикует прогрессивизм, найденный в шести песнях: «это основа канона Пахельбеля и уймы других популярных песен». Goodbye описывается как баллада «на струнах и фортепьяно», которая полностью продумана Аврил, включая производство. Это по-видимому выше её способностей, поэтому звучит как ангел, которому изодрали в клочья крылья. Альбом довольно гладкий и ненавязчивый, но намекает что гения певицы достаточно только для производства косметики.
Билл Ламб из about.com дает альбому три звезды, полагая что "Goodbye Lullaby оставляет наши ожидания, что следующий альбом станет заметным в её карьере. Возможно такой альбом она очистит от груза печали и сожаления, подготовив её к следующему шагу вперед. Это будет звучать как всем хотелось бы, если она наберется смелости продолжать написание музыки полностью придуманной ею самой. Две мелодии здесь показывают, что она может быть очень твердой, неотразимой поп-рок артисткой, когда полностью управляет артистическим видением. Посредственностью Аврил Лавин останется более привлекательной, чем большинство артистов, но Goodbye Lullaby ощущается как выброшенный момент времени.

## Список композиций
21 декабря на официальном сайте певицы появился окончательный трек-лист альбома:
| №   | Название                   | Автор(ы)                        | Продюсеры              | Длительность |
| --- | -------------------------- | ------------------------------- | ---------------------- | ------------ |
| 1.  | «Black Star»               | Lavigne                         | Дерик Уибли            | 1:34         |
| 2.  | «What the Hell»            | Lavigne, Макс Мартин, Shellback | Макс Мартин, Shellback | 3:39         |
| 3.  | «Push»                     | Lavigne, Evan Taubenfeld        | Дерик Уибли            | 3:01         |
| 4.  | «Wish You Were Here»       | Lavigne, Макс Мартин, Shellback | Макс Мартин, Shellback | 3:45         |
| 5.  | «Smile»                    | Lavigne, Макс Мартин, Shellback | Макс Мартин, Shellback | 3:29         |
| 6.  | «Stop Standing There»      | Lavigne                         | Butch Walker           | 3:27         |
| 7.  | «I Love You»               | Lavigne, Макс Мартин, Shellback | Макс Мартин, Shellback | 4:01         |
| 8.  | «Everybody Hurts»          | Lavigne, Evan Taubenfeld        | Дерик Уибли            | 3:41         |
| 9.  | «Not Enough»               | Lavigne, Evan Taubenfeld        | Дерик Уибли            | 4:18         |
| 10. | «4 Real»                   | Lavigne                         | Lavigne                | 3:28         |
| 11. | «Darlin»                   | Lavigne                         | Дерик Уибли            | 3:50         |
| 12. | «Remember When»            | Lavigne                         | Дерик Уибли            | 3:29         |
| 13. | «Goodbye»                  | Lavigne                         | Lavigne                | 4:30         |
| 14. | «Alice» (Extended version) | Lavigne                         | Butch Walker           | 5:00         |

| №   | Название                                                     | Длительность |
| --- | ------------------------------------------------------------ | ------------ |
| 12. | «Alice» (extended version)                                   |              |
| 13. | «Remember When»                                              |              |
| 14. | «Goodbye»                                                    |              |
| 15. | «Knockin' on Heaven’s Door» (кавер-версия песни Боба Дилана) |              |

| №   | Название                                          | Длительность |
| --- | ------------------------------------------------- | ------------ |
| 15. | «What the Hell» (Acoustic)                        |              |
| 16. | «Push» (Acoustic)                                 |              |
| 17. | «Wish You Were Here» (Acoustic)                   |              |
| 18. | «Bad Reputation» (кавер-версия песни Джоан Джетт) |              |

| №   | Название                        | Длительность |
| --- | ------------------------------- | ------------ |
| 19. | «What the Hell» (remix)         |              |
| 20. | «The Making of Goodbye Lullaby» |              |

| №  | Название                                          | Длительность |
| -- | ------------------------------------------------- | ------------ |
| 1. | «Introduction»                                    |              |
| 2. | «Avril Talks About The Making Of Goodbye Lullaby» |              |
| 3. | «Avril In The Studio»                             |              |
| 4. | «Goodbye Lullaby… The Songs»                      |              |
| 5. | «First Band Rehearsals For 'What The Hell'»       |              |
| 6. | «Acoustic Studio Session»                         |              |
| 7. | «Album Cover Photo Shoot»                         |              |

## Дата выпуска
| Страна         | Дата         | Лейбл            |
| -------------- | ------------ | ---------------- |
| Япония         | 2 марта 2011 | Sony Music Japan |
| Австралия      | 4 марта 2011 | RCA Records      |
| Германия       | 4 марта 2011 | RCA Records      |
| Нидерланды     | 4 марта 2011 | RCA Records      |
| Швеция         | 4 марта 2011 | RCA Records      |
| Бразилия       | 7 марта 2011 | Sony Music       |
| Великобритания | 7 марта 2011 | RCA Records      |
| Россия         | 7 марта 2011 | Sony Music       |
| США            | 8 марта 2011 | RCA Records      |